# Jörg Blaurock
Jörg Blaurock (ur. ok. 1492, zm. 6 września 1529) – szwajcarski duchowny, początkowo katolicki ksiądz, później jedną z głównych postaci radykalnej reformacji w Szwajcarii. Był jednym z założycieli Braci Szwajcarskich w Zurychu. Umarł jako męczennik ruchu anabaptystycznego.

## Życiorys

### Dzieciństwo i młodość
Urodził się ok. 1492 w Bonaduz, wsi w Grisons, Szwajcaria.
Wiadomo, że studiował na Uniwersytecie w Lipsku w semestrze letnim 1513. Od roku 1516–18 był wikariuszem w Trins w diecezji Chur, otrzymał więc zwykłą dla księży edukację.

### Działalność
Był jednym z pierwszych ludzi ochrzczonych, jako dorośli w czasie trwania reformacji i jednym z założycieli pierwszego zgromadzenia Braci Szwajcarskich w Zurychu. Po dyskusji z Zwinglim i rozczarowaniu jego stanowiskiem m.in. w sprawie chrztu zwrócił się do Konrada Grebela i Feliksa Manza. Grebel i jego towarzysze udzielili sobie nawzajem chrztu 21 stycznia 1525, co spowodowało ostry konflikt z Zwinglim i radą miasta, z którą ten był w ścisłym kontakcie. W efekcie wiele osób skazano na śmierć przez utopienie. Philip Schaff mówi, że miało miejsce sześć egzekucji w Zurychu między 1527 a 1532.
Blaurock głosił ewangelię na ulicach i targowiskach Zurychu, zyskując sobie u współwyznawców miano nowego „Pawła Apostoła” i „Apostoła Braci Szwajcarskich”. Oskarżany o bunt przeciwko państwu, skazany na banicję i kilkakrotnie więziony, ostatecznie uciekł z więzienia by prowadzić rozległą służbę kaznodziejską na obszarze rozciągającym się od Klausen do Neumarkt.
Przeprowadził udaną misję w Tyrolu. Pozyskał dla anabaptyzmu wielu wyznawców, ochrzcił ich i założył wiele zborów. W sierpniu 1529 wraz z Hansem Langeggerem został aresztowany przez władze w Innsbrucku. 6 września 1529 Blaurock i Langegger zostali spaleni na stosie w pobliżu Klausen.
Jedynymi ocalałymi jego pismami były list i dwa hymny napisane w ciągu trzech ostatnich tygodni życia. Oba hymny są zachowane w śpiewniku anabaptystycznym Ausbund i są ciągle używane przez amiszów.